# Danh sách tiểu hành tinh: 10001–10100
| Tên                 | Tên đầu tiên | Ngày phát hiện       | Nơi phát hiện           | Người phát hiện                  |
| ------------------- | ------------ | -------------------- | ----------------------- | -------------------------------- |
| 10001 Palermo       | 1969 TM1     | 8 tháng 10 năm 1969  | Nauchnij                | L. I. Chernykh                   |
| 10002 Bagdasarian   | 1969 TQ1     | 8 tháng 10 năm 1969  | Nauchnij                | L. I. Chernykh                   |
| 10003               | 1971 UD1     | 16 tháng 10 năm 1971 | Hamburg-Bergedorf       | L. Kohoutek                      |
| 10004 Igormakarov   | 1975 VV2     | 2 tháng 11 năm 1975  | Nauchnij                | T. M. Smirnova                   |
| 10005 Chernega      | 1976 SS2     | 24 tháng 9 năm 1976  | Nauchnij                | N. S. Chernykh                   |
| 10006 Sessai        | 1976 UR15    | 22 tháng 10 năm 1976 | Kiso                    | H. Kosai, K. Hurukawa            |
| 10007 Malytheatre   | 1976 YF3     | 16 tháng 12 năm 1976 | Nauchnij                | L. I. Chernykh                   |
| 10008 Raisanyo      | 1977 DT2     | 18 tháng 2 năm 1977  | Kiso                    | H. Kosai, K. Hurukawa            |
| 10009 Hirosetanso   | 1977 EA6     | 12 tháng 3 năm 1977  | Kiso                    | H. Kosai, K. Hurukawa            |
| 10010 Rudruna       | 1978 PW3     | 9 tháng 8 năm 1978   | Nauchnij                | N. S. Chernykh, L. I. Chernykh   |
| 10011 Avidzba       | 1978 QY1     | 31 tháng 8 năm 1978  | Nauchnij                | N. S. Chernykh                   |
| 10012 Tmutarakania  | 1978 RE3     | 3 tháng 9 năm 1978   | Nauchnij                | N. S. Chernykh, L. G. Karachkina |
| 10013 Stenholm      | 1978 RR8     | 2 tháng 9 năm 1978   | La Silla                | C.-I. Lagerkvist                 |
| 10014 Shaim         | 1978 SE3     | 16 tháng 9 năm 1978  | Nauchnij                | L. V. Zhuravleva                 |
| 10015 Valenlebedev  | 1978 SA5     | 27 tháng 9 năm 1978  | Nauchnij                | L. I. Chernykh                   |
| 10016 Yugan         | 1978 SW7     | 16 tháng 9 năm 1978  | Nauchnij                | L. V. Zhuravleva                 |
| 10017 -             | 1978 UP2     | 30 tháng 10 năm 1978 | Nanking                 | Purple Mountain Observatory      |
| 10018 -             | 1979 MG4     | 25 tháng 6 năm 1979  | Siding Spring           | E. F. Helin, S. J. Bus           |
| 10019 -             | 1979 MK7     | 25 tháng 6 năm 1979  | Siding Spring           | E. F. Helin, S. J. Bus           |
| 10020 -             | 1979 OQ5     | 24 tháng 7 năm 1979  | Palomar                 | S. J. Bus                        |
| 10021 Henja         | 1979 QC1     | 22 tháng 8 năm 1979  | La Silla                | C.-I. Lagerkvist                 |
| 10022 Zubov         | 1979 SU2     | 22 tháng 9 năm 1979  | Nauchnij                | N. S. Chernykh                   |
| 10023 Vladifedorov  | 1979 WX3     | 17 tháng 11 năm 1979 | Nauchnij                | L. I. Chernykh                   |
| 10024 Marthahazen   | 1980 EB      | 10 tháng 3 năm 1980  | Harvard Observatory     | Harvard Observatory              |
| 10025 Rauer         | 1980 FO1     | 16 tháng 3 năm 1980  | La Silla                | C.-I. Lagerkvist                 |
| 10026 -             | 1980 RE1     | 3 tháng 9 năm 1980   | Kleť                    | A. Mrkos                         |
| 10027 Perozzi       | 1981 FL      | 30 tháng 3 năm 1981  | Anderson Mesa           | E. Bowell                        |
| 10028 Bonus         | 1981 JM2     | 5 tháng 5 năm 1981   | Palomar                 | C. S. Shoemaker                  |
| 10029 Hiramperkins  | 1981 QF      | 30 tháng 8 năm 1981  | Anderson Mesa           | E. Bowell                        |
| 10030 Philkeenan    | 1981 QG      | 30 tháng 8 năm 1981  | Anderson Mesa           | E. Bowell                        |
| 10031 Vladarnolda   | 1981 RB2     | 7 tháng 9 năm 1981   | Nauchnij                | L. G. Karachkina                 |
| 10032 -             | 1981 RF7     | 3 tháng 9 năm 1981   | Palomar                 | S. J. Bus                        |
| 10033 -             | 1981 UJ23    | 24 tháng 10 năm 1981 | Palomar                 | S. J. Bus                        |
| 10034 Birlan        | 1981 YG      | 30 tháng 12 năm 1981 | Anderson Mesa           | E. Bowell                        |
| 10035 -             | 1982 DC2     | 16 tháng 2 năm 1982  | Kleť                    | L. Brožek                        |
| 10036 McGaha        | 1982 OF      | 24 tháng 7 năm 1982  | Anderson Mesa           | E. Bowell                        |
| 10037 -             | 1984 BQ      | 26 tháng 1 năm 1984  | Kleť                    | A. Mrkos                         |
| 10038 -             | 1984 HO1     | 28 tháng 4 năm 1984  | La Silla                | W. Ferreri, V. Zappalà           |
| 10039 Keet Seel     | 1984 LK      | 2 tháng 6 năm 1984   | Anderson Mesa           | B. A. Skiff                      |
| 10040 -             | 1984 QM      | 24 tháng 8 năm 1984  | Kleť                    | Z. Vávrová                       |
| 10041 Parkinson     | 1985 HS1     | 24 tháng 4 năm 1985  | Palomar                 | C. S. Shoemaker, E. M. Shoemaker |
| 10042 Budstewart    | 1985 PL      | 14 tháng 8 năm 1985  | Anderson Mesa           | E. Bowell                        |
| 10043 Janegann      | 1985 PN      | 14 tháng 8 năm 1985  | Anderson Mesa           | E. Bowell                        |
| 10044 Squyres       | 1985 RU      | 15 tháng 9 năm 1985  | Palomar                 | C. S. Shoemaker, E. M. Shoemaker |
| 10045 -             | 1985 RJ3     | 6 tháng 9 năm 1985   | La Silla                | H. Debehogne                     |
| 10046 Creighton     | 1986 JC      | 2 tháng 5 năm 1986   | Palomar                 | INAS                             |
| 10047 -             | 1986 QK2     | 28 tháng 8 năm 1986  | La Silla                | H. Debehogne                     |
| 10048 Grönbech      | 1986 TQ      | 3 tháng 10 năm 1986  | Đài thiên văn Brorfelde | P. Jensen                        |
| 10049 Vorovich      | 1986 TZ11    | 3 tháng 10 năm 1986  | Nauchnij                | L. G. Karachkina                 |
| 10050 Rayman        | 1987 MA1     | 28 tháng 6 năm 1987  | Palomar                 | E. F. Helin                      |
| 10051 Albee         | 1987 QG6     | 23 tháng 8 năm 1987  | Palomar                 | E. F. Helin                      |
| 10052 -             | 1987 SM12    | 16 tháng 9 năm 1987  | La Silla                | H. Debehogne                     |
| 10053 -             | 1987 SR12    | 16 tháng 9 năm 1987  | La Silla                | H. Debehogne                     |
| 10054 Solomin       | 1987 SQ17    | 17 tháng 9 năm 1987  | Nauchnij                | L. I. Chernykh                   |
| 10055 Silcher       | 1987 YC1     | 22 tháng 12 năm 1987 | Tautenburg Observatory  | F. Börngen                       |
| 10056 -             | 1988 BX3     | 19 tháng 1 năm 1988  | La Silla                | H. Debehogne                     |
| 10057 L'Obel        | 1988 CO1     | 11 tháng 2 năm 1988  | La Silla                | E. W. Elst                       |
| 10058 -             | 1988 DD5     | 25 tháng 2 năm 1988  | Siding Spring           | R. H. McNaught                   |
| 10059 -             | 1988 FS2     | 21 tháng 3 năm 1988  | Smolyan                 | Bulgarian National Observatory   |
| 10060 Amymilne      | 1988 GL      | 12 tháng 4 năm 1988  | Palomar                 | C. S. Shoemaker, E. M. Shoemaker |
| 10061 Ndolaprata    | 1988 PG1     | 11 tháng 8 năm 1988  | Siding Spring           | A. J. Noymer                     |
| 10062 -             | 1988 RV4     | 1 tháng 9 năm 1988   | La Silla                | H. Debehogne                     |
| 10063 -             | 1988 SZ2     | 16 tháng 9 năm 1988  | Cerro Tololo            | S. J. Bus                        |
| 10064 Hirosetamotsu | 1988 UO      | 31 tháng 10 năm 1988 | Chiyoda                 | T. Kojima                        |
| 10065 -             | 1988 XK      | 3 tháng 12 năm 1988  | Gekko                   | Y. Oshima                        |
| 10066 -             | 1988 XV2     | 1 tháng 12 năm 1988  | Đài thiên văn Brorfelde | P. Jensen                        |
| 10067 Bertuch       | 1989 AL6     | 11 tháng 1 năm 1989  | Tautenburg Observatory  | F. Börngen                       |
| 10068 Dodoens       | 1989 CT2     | 4 tháng 2 năm 1989   | La Silla                | E. W. Elst                       |
| 10069 Fontenelle    | 1989 CW2     | 4 tháng 2 năm 1989   | La Silla                | E. W. Elst                       |
| 10070 Liuzongli     | 1989 CB8     | 7 tháng 2 năm 1989   | La Silla                | H. Debehogne                     |
| 10071 -             | 1989 EZ2     | 2 tháng 3 năm 1989   | La Silla                | E. W. Elst                       |
| 10072 -             | 1989 GF1     | 3 tháng 4 năm 1989   | La Silla                | E. W. Elst                       |
| 10073 -             | 1989 GJ2     | 3 tháng 4 năm 1989   | La Silla                | E. W. Elst                       |
| 10074 -             | 1989 GH4     | 3 tháng 4 năm 1989   | La Silla                | E. W. Elst                       |
| 10075 -             | 1989 GR4     | 3 tháng 4 năm 1989   | La Silla                | E. W. Elst                       |
| 10076 -             | 1989 PK      | 9 tháng 8 năm 1989   | Palomar                 | E. F. Helin                      |
| 10077 -             | 1989 UL1     | 16 tháng 10 năm 1989 | Kushiro                 | S. Ueda, H. Kaneda               |
| 10078 Stanthorpe    | 1989 UJ3     | 30 tháng 10 năm 1989 | Geisei                  | T. Seki                          |
| 10079 Meunier       | 1989 XD2     | 2 tháng 12 năm 1989  | La Silla                | E. W. Elst                       |
| 10080 -             | 1990 OF1     | 18 tháng 7 năm 1990  | Palomar                 | E. F. Helin                      |
| 10081 -             | 1990 OW1     | 29 tháng 7 năm 1990  | Palomar                 | H. E. Holt                       |
| 10082 -             | 1990 OF2     | 29 tháng 7 năm 1990  | Palomar                 | H. E. Holt                       |
| 10083 -             | 1990 QE2     | 22 tháng 8 năm 1990  | Palomar                 | H. E. Holt                       |
| 10084 -             | 1990 QC5     | 25 tháng 8 năm 1990  | Palomar                 | H. E. Holt                       |
| 10085 -             | 1990 QF5     | 25 tháng 8 năm 1990  | Palomar                 | H. E. Holt                       |
| 10086 -             | 1990 SZ      | 16 tháng 9 năm 1990  | Palomar                 | H. E. Holt                       |
| 10087 -             | 1990 SG3     | 18 tháng 9 năm 1990  | Palomar                 | H. E. Holt                       |
| 10088 Digne         | 1990 SG8     | 22 tháng 9 năm 1990  | La Silla                | E. W. Elst                       |
| 10089 Turgot        | 1990 SS9     | 22 tháng 9 năm 1990  | La Silla                | E. W. Elst                       |
| 10090 Sikorsky      | 1990 TK15    | 13 tháng 10 năm 1990 | Nauchnij                | L. G. Karachkina, G. R. Kastel'  |
| 10091 Bandaisan     | 1990 VD3     | 11 tháng 11 năm 1990 | Geisei                  | T. Seki                          |
| 10092 Sasaki        | 1990 VD4     | 15 tháng 11 năm 1990 | Kitami                  | K. Endate, K. Watanabe           |
| 10093 Diesel        | 1990 WX1     | 18 tháng 11 năm 1990 | La Silla                | E. W. Elst                       |
| 10094 Eijikato      | 1991 DK      | 20 tháng 2 năm 1991  | Geisei                  | T. Seki                          |
| 10095 Carlloewe     | 1991 RP2     | 9 tháng 9 năm 1991   | Tautenburg Observatory  | F. Börngen, L. D. Schmadel       |
| 10096 -             | 1991 RK5     | 13 tháng 9 năm 1991  | Palomar                 | H. E. Holt                       |
| 10097 -             | 1991 RV16    | 15 tháng 9 năm 1991  | Palomar                 | H. E. Holt                       |
| 10098 -             | 1991 SC1     | 30 tháng 9 năm 1991  | Siding Spring           | R. H. McNaught                   |
| 10099 Glazebrook    | 1991 VB9     | 4 tháng 11 năm 1991  | Kitt Peak               | Spacewatch                       |
| 10100 Bürgel        | 1991 XH1     | 10 tháng 12 năm 1991 | Tautenburg Observatory  | F. Börngen                       |